# Carlshöjd

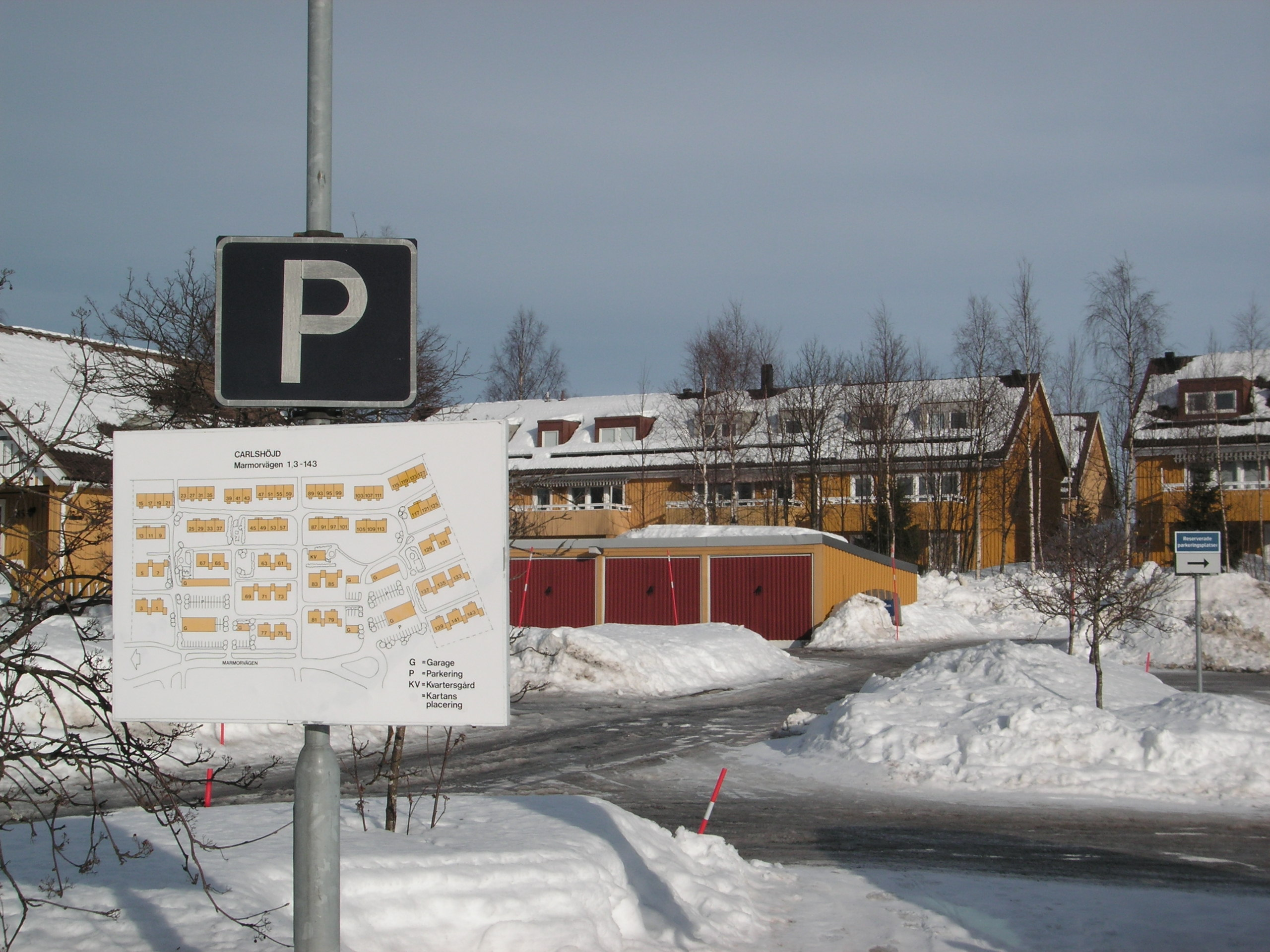
Radhus vid lokalbussarnas ändhållplats på Marmorvägen.

Carlshöjd är en stadsdel i östra Umeå.

## Historia
Namnen Carlshöjd, Carlshem och Carlslid kommer från värdshuset Carlslund som i slutet av 1700-talet låg vid Tomtebogårds skola, ungefär där Älvans väg i stadsdelen Tomtebo ligger idag.

## Gator
Gatuadresserna inom området omfattar Gråstensvägen, Kiselstråket och Marmorvägen. Gråstensvägen och Marmorvägen är öppna för biltrafik, men inte Kiselstråket. Bärnstensvägen utgör gräns i norr mot Carlshem. 
Busslinjen 9 har sitt start och slut på vändplanen på Marmorvägen i Carlshöjd.

## Övrigt
Idrottsföreningen Gimonäs UIF (Gimonäs Umeå Idrotts Förening, ursprungligen Gimonäs Ungdoms Idrotts Förening) härstammar från Carlshöjd.